# Келлі Кляйн
Келлі Кляйн (англ.  Kelly Kline, нар. 5 липня 1981 року, Greensboro, США) — американська порноакторка, лауреатка премій AVN Awards і XRCO Award.

## Біографія
Дебютувала в порноіндустрії у 2003 році, у віці близько 22 років. Перша роль — лесбійська сцена в Strap On Sally 23 для Pleasure Productions. Знялася в понад 200 фільмах і зрежисувала як мінімум 2 фільми.
Одружена з партнером по зйомках, порноактором Річардом Раймондом; грала з ним головні ролі в Cytherea is Squirtwoman..

## Премії
- 2005 AVN краща жіноча сцена (відео) — La Violación de Audrey Hollander (разом з Одрі Холландер, Ешлі Блу, Тайлой Вінн, Brodi і Джией Паломой)[5]
- 2005 XRCO краща Ж/Ж сцена — La violación de Audrey Hollander[6]

1. ↑  Adult Film Index — 2022.
2. ↑  Fresh Off the Bus Kelly Kline. Архів оригіналу за 13 лютого 2004. Процитовано 27 липня 2018.
3. ↑  Biografía personal de Kelly Kline. Архів оригіналу за 17 січня 2019. Процитовано 25 грудня 2018.
4. ↑  "Nuevo talento, viejo problema: Kelly Kline y Richard Raymond Proponen una Manera Para Enfrentarse Fácilmente al VIH", por Acme Андерссон, AVN, 26 de abril de 2004. Archivo de Internet archivado en. Citado el 18 de septiembre de 2007
5. ↑  22 Premios Anuales AVN: Una Noche Tipo Jenna Jameson. Архів оригіналу за 14 квітня 2008. Процитовано 25 грудня 2018.
6. ↑  XRCO Awards Mainstream Visibility, Longevity. Архів оригіналу за 29 червня 2012. Процитовано 25 грудня 2018.